# Tom Greatrex

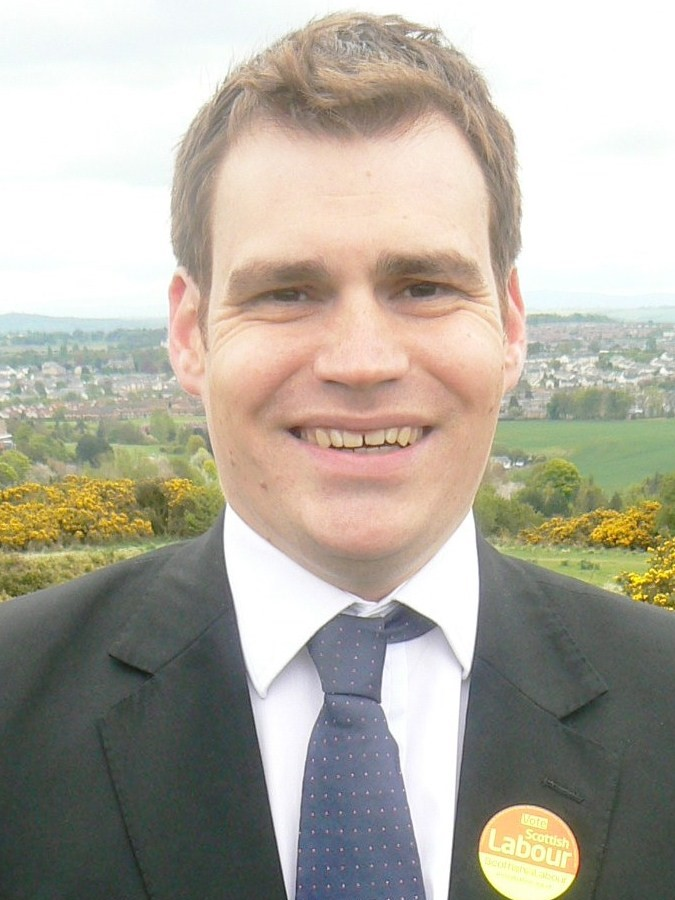
Tom Greatrex, 2010

Tom Greatrex (* 30. September 1974 in Ashford) ist ein britischer Politiker.

## Leben
Greatrex wurde 1974 in Ashford im englischen Kent geboren. Er besuchte die Judd School in Tonbridge und wechselte anschließend an die London School of Economics and Political Science, an der er Wirtschaftslehre, Politik und Jura studierte. In der Folge war Greatrex für eine Gewerkschaft in London tätig und wechselte dann in eine leitende Position der Regierung von East Dunbartonshire. Zuletzt arbeitete er bis 2007 für den NHS. Greatrex ist verheiratet und Vater von Zwillingen. Er lebt in Cambuslang, South Lanarkshire.

## Politischer Werdegang
Als Mitglied der Co-operative Party und der Labour Party zählte Greatrex im Vorfeld der Unterhauswahlen 1997 zum Team von Chief Whip Donald Dewar. Im Anschluss war er als Berater von Nick Brown eingesetzt. Zwischen 2007 und 2010 war Greatrex als politischer Berater der Staatsminister Douglas Alexander, Des Browne und Jim Murphy tätig.
Nachdem Thomas McAvoy, der bei den Unterhauswahlen 2005 das Mandat des Wahlkreises Rutherglen and Hamilton West für die Labour Party gewonnen hatte, im Vorfeld der Unterhauswahlen 2010 ankündigte sich um keine weitere Amtszeit zu bewerben, wurde Greatrex zu dessen Nachfolger ernannt. Am Wahltag erhielt Greatrex einen Stimmenanteil von 60,8 % und zog damit erstmals in das britische Unterhaus ein. Im Anschluss an die Wahl war Greatrex im Schattenkabinett der Labour Party zunächst als Sekretär im Schottlandministerium, dann ab 2011 im Energieministerium vorgesehen. Nach massiven Stimmverlusten bei den Unterhauswahlen 2015 schied Greatrex aus dem House of Commons aus. Das Mandat ging an die SNP-Kandidatin Margaret Ferrier.